# The Dark Side of the Sun
The Dark Side of the Sun è un film del 1988 diretto da Bozidar Nikolic ed interpretato da Brad Pitt al suo primo ruolo da protagonista.
Il regista scelse Pitt tra 400 candidati per il ruolo principale. Brad Pitt è stato molto contento della scelta e nel 1988 è stato pagato solo 1523 $ per sette settimane di riprese. Il film è stato distribuito direttamente in video nel 1997.

## Trama
Rick è un giovane americano che soffre di una rara malattia della pelle che gli impedisce di esporsi a qualsiasi tipo di luce, soprattutto quella solare. Dopo aver provato diverse cure senza successo, suo padre lo porta in un villaggio della Jugoslavia dove incontrano un guaritore, che dovrebbe salvarlo. Ma il trattamento non funziona e Rick decide di dimenticare la sua malattia e godersi la vita, sentendo per la prima volta il sole sulla sua pelle. Nel breve tempo che gli rimane una giovane attrice americana entra nella sua vita.

## Produzione
Il film è stato girato in Jugoslavia durante l'estate del 1988. Mentre il montaggio si avvicinava al termine, la guerra civile ha dilaniato la regione e gran parte del filmato è stato conservato nel magazzino della Avala Film a Belgrado. Nel 1996, il produttore Andjelo Arandjelovic, ha lavorato per ottenere un accordo di distribuzione per il film, prima che finisse per essere pubblicato direct-to-video nel 1997.